# Джерело № 1 курорту «Немирів»
Джерело́ № 1 («Броніслава») куро́рту «Неми́рів» — гідрологічна пам'ятка природи місцевого значення в Україні. Розташована в межах Яворівського району Львівської області, в смт Немирів (вул. Курортна, 21), на території Парку курорту «Немирів».
Площа 0,2 га. Статус надано рішенням Львівського облвиконкому за № 495 від 09.10.1984 р. Перебуває у віданні адміністрації курорту «Немирів».
Статус надано з метою збереження свердловини мінеральної води сірководневого типу. Вода за хімічним складом сульфатно-кальцієва, мінералізація в межах 1,8-2,6 г/л з дуже високим вмістом (140—160 мг/л) сірководню. Джерела № 1 і № 2 курорту «Немирів» єдині в Україні з таким високим вмістом вільного сірководню. Води з свердловин № 1 і № 2 за класифікацією мінеральних вод виділені у спеціальний тип — «Немирівський» тип сірководневих вод.

## Галерея

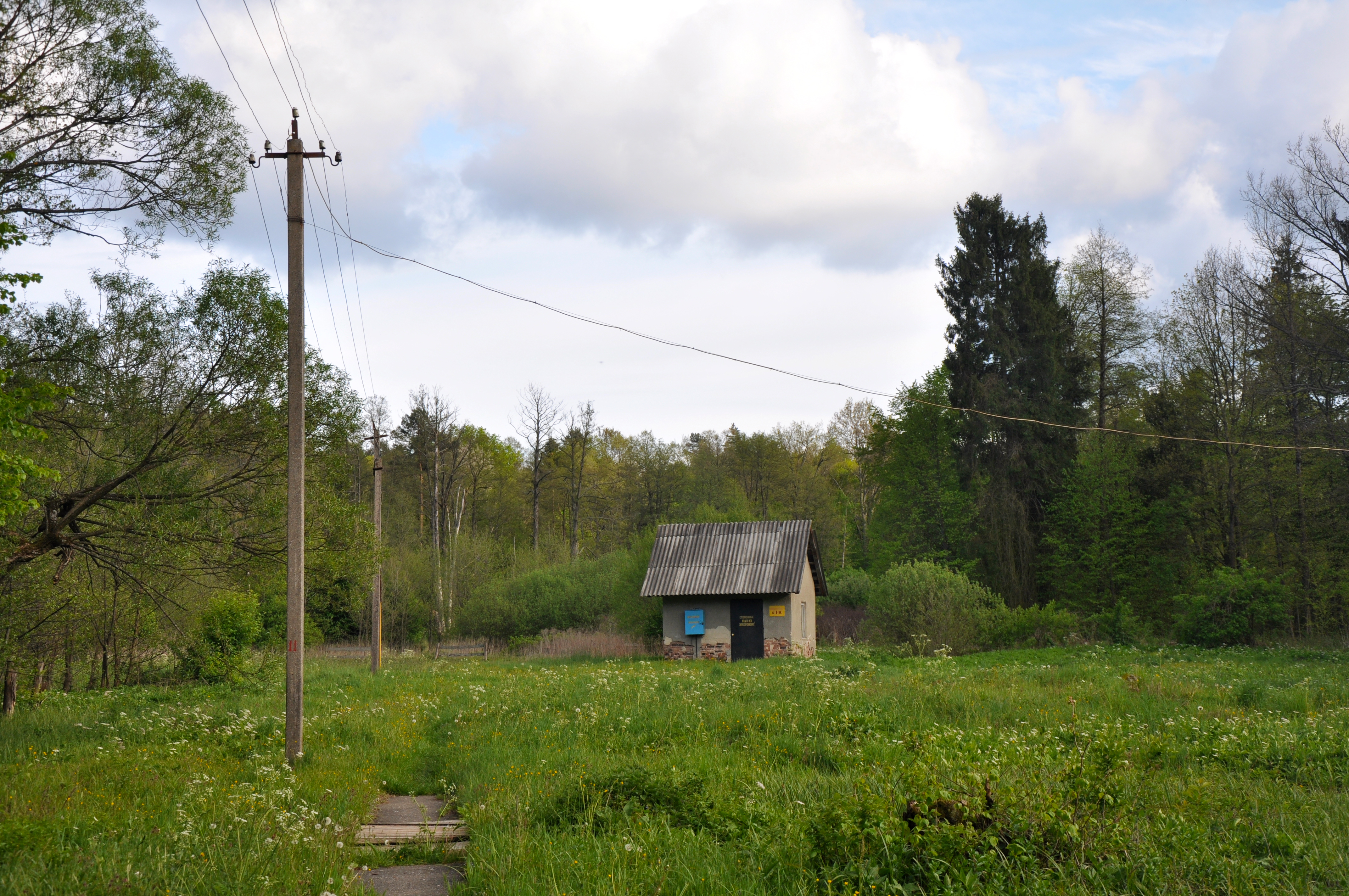
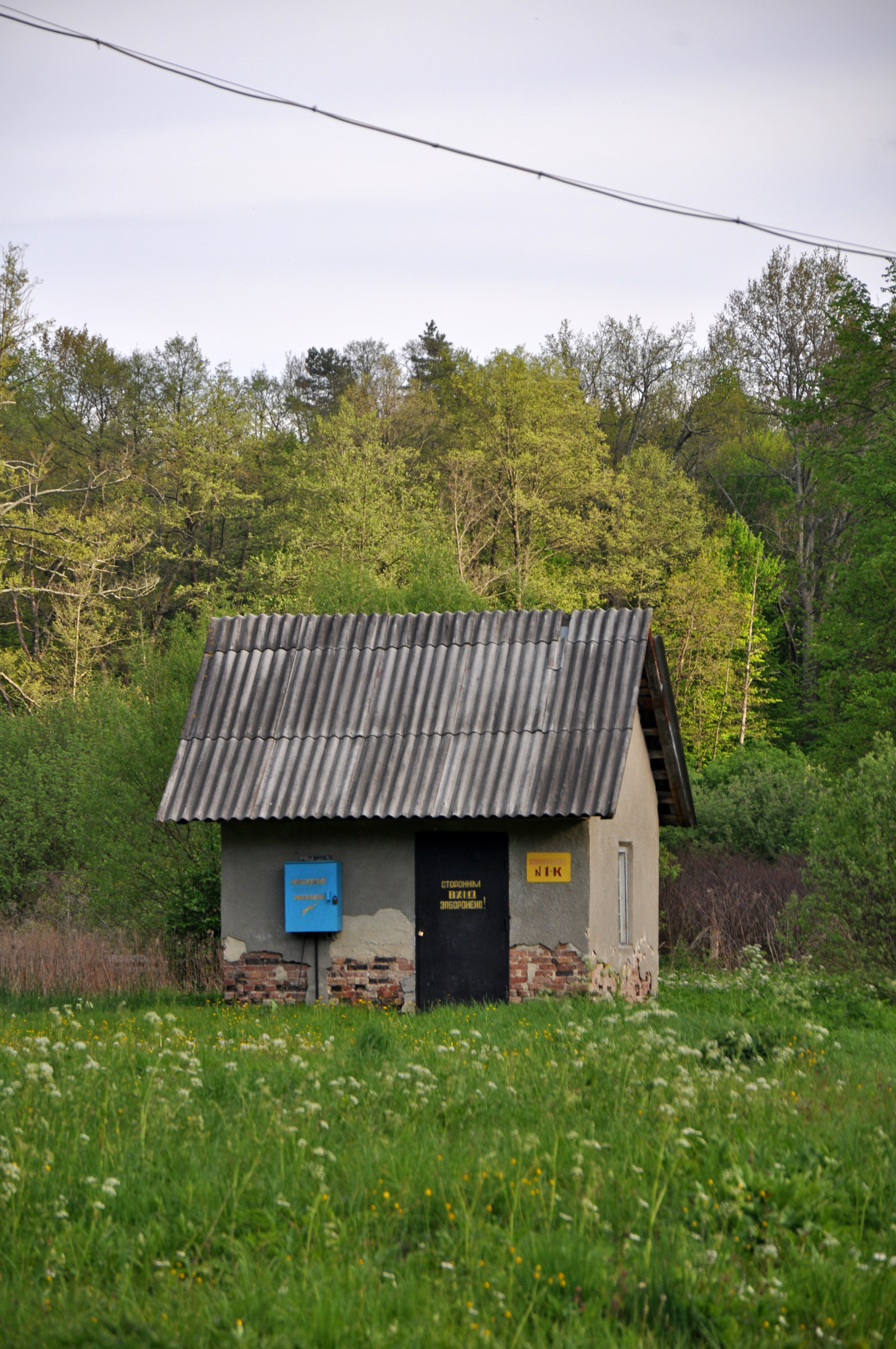